# Блек Тауншип (округ Сомерсет, Пенсільванія)
Блек Тауншип (англ. Black Township) — селище (англ. township) в США, в окрузі Сомерсет штату Пенсільванія. Населення — 905 осіб (2020).

## Демографія
Згідно з переписом 2010 року, у селищі мешкало 926 осіб у 367 домогосподарствах у складі 273 родин. Було 411 помешкання
Расовий склад населення:
| - 99,5 % — білих - 0,2 % — азіатів |

До двох чи більше рас належало 0,3 %. Частка іспаномовних становила 0,0 % від усіх жителів.
За віковим діапазоном населення розподілялося таким чином: 22,1 % — особи молодші 18 років, 60,2 % — особи у віці 18—64 років, 17,7 % — особи у віці 65 років та старші. Медіана віку мешканця становила 42,2 року. На 100 осіб жіночої статі у селищі припадало 107,2 чоловіків;  на 100 жінок у віці від 18 років та старших — 105,4 чоловіків також старших 18 років.
Середній дохід на одне домашнє господарство  становив 52 885 доларів США (медіана — 46 528), а середній дохід на одну сім'ю — 60 400 доларів (медіана — 49 737). Медіана доходів становила 36 563 долари для чоловіків та 24 423 долари для жінок. За межею бідності перебувало 7,7 % осіб, у тому числі 12,7 % дітей у віці до 18 років та 8,8 % осіб у віці 65 років та старших.
Цивільне працевлаштоване населення становило 387 осіб. Основні галузі зайнятості: виробництво — 18,3 %, освіта, охорона здоров'я та соціальна допомога — 16,0 %, роздрібна торгівля — 15,5 %.